# Israel en los Juegos Olímpicos de la Juventud 2018
Israel participó en los Juegos Olímpicos de la Juventud 2018 en Buenos Aires, Argentina, celebrados entre el 6 y el 18 de octubre de 2018. La delegación estuvo conformada por 19 atletas en 8 deportes. Obtuvo una medalla dorada, una de plata y una de bronce en las justas.

## Medallero
| Medalla           | Nombre                           | Deporte  | Evento                | Fecha  |
| ----------------- | -------------------------------- | -------- | --------------------- | ------ |
| Medalla de oro    | Anastasya Gorbenko               | Natación | 200 m femenino        | 7 Oct  |
| Medalla de plata  | Yonatan Fridman Noa Kazado Yakar | Gimnasia | Pares mixtos          | 15 Oct |
| Medalla de bronce | Denis Loktev                     | Natación | 200 m libre masculino | 8 Oct  |

### General
| Medalla | Oro | Plata | Bronce | Total |
| ------- | --- | ----- | ------ | ----- |
| Total   | 1   | 1     | 1      | 3     |